# 43844 Rowling
43844 Rowling eller 1993 OX2 är en asteroid som är uppkallad efter den brittiska författarinnan J.K. Rowling. Den upptäcktes 25 juli 1993 av den amerikanska astronomen Mark Hammergren vid Manastash Ridge-observatoriet.  